# Salto de esqui nos Jogos Olímpicos de Inverno de 2014
As competições de salto de esqui nos Jogos Olímpicos de Inverno de 2014 foram realizadas no Centro de Saltos RusSki Gorki, na Clareira Vermelha, em Sóchi, entre 8 e 17 de fevereiro.
Pela primeira vez na história dos Jogos Olímpicos de Inverno um evento feminino do salto de esqui foi adicionado ao programa.

## Programação
A seguir está a programação da competição para os quatro eventos da modalidade.
Horário local (UTC+4).
| Data            | Horário | Evento                                            |
| --------------- | ------- | ------------------------------------------------- |
| 8 de fevereiro  | 20:30   | Pista normal individual masculino – qualificação  |
| 9 de fevereiro  | 21:30   | Pista normal individual masculino – primeira fase |
| 9 de fevereiro  | 22:30   | Pista normal individual masculino – final         |
| 11 de fevereiro | 21:30   | Pista normal individual feminino – primeira fase  |
| 11 de fevereiro | 22:20   | Pista normal individual feminino – final          |
| 14 de fevereiro | 21:30   | Pista longa individual masculino – qualificação   |
| 15 de fevereiro | 21:30   | Pista longa individual masculino – primeira fase  |
| 15 de fevereiro | 22:30   | Pista longa individual masculino – final          |
| 17 de fevereiro | 20:15   | Pista longa por equipes masculino – primeira fase |
| 17 de fevereiro | 21:15   | Pista longa por equipes masculino – final         |

## Medalhistas
Masculino
| Evento                           | Ouro                                                                     | Prata                                                                                | Bronze                                                         |
| -------------------------------- | ------------------------------------------------------------------------ | ------------------------------------------------------------------------------------ | -------------------------------------------------------------- |
| Pista normal individual detalhes | Kamil Stoch POL Polônia                                                  | Peter Prevc SLO Eslovênia                                                            | Anders Bardal NOR Noruega                                      |
| Pista longa individual detalhes  | Kamil Stoch POL Polônia                                                  | Noriaki Kasai JPN Japão                                                              | Peter Prevc SLO Eslovênia                                      |
| Pista longa por equipes detalhes | Andreas Wank Marinus Kraus Andreas Wellinger Severin Freund GER Alemanha | Michael Hayböck Thomas Morgenstern Thomas Diethart Gregor Schlierenzauer AUT Áustria | Reruhi Shimizu Taku Takeuchi Daiki Ito Noriaki Kasai JPN Japão |

Feminino
| Evento                           | Ouro                     | Prata                              | Bronze                   |
| -------------------------------- | ------------------------ | ---------------------------------- | ------------------------ |
| Pista normal individual detalhes | Carina Vogt GER Alemanha | Daniela Iraschko-Stolz AUT Áustria | Coline Mattel FRA França |

## Quadro de medalhas
| Ordem | País          | Medalha de ouro | Medalha de prata | Medalha de bronze |    | Ordem por total |
| ----- | ------------- | --------------- | ---------------- | ----------------- | -- | --------------- |
| 1     | GER Alemanha  | 2               |                  |                   | 2  | 1               |
|       | POL Polônia   | 2               |                  |                   | 2  | 1               |
| 3     | AUT Áustria   |                 | 2                |                   | 2  | 1               |
| 4     | SLO Eslovênia |                 | 1                | 1                 | 2  | 1               |
|       | JPN Japão     |                 | 1                | 1                 | 2  | 1               |
| 6     | FRA França    |                 |                  | 1                 | 1  | 6               |
|       | NOR Noruega   |                 |                  | 1                 | 1  | 6               |
| TOTAL | TOTAL         | 4               | 4                | 4                 | 12 | —               |